# Daniel Sandoval
Daniel Sandoval (13 de julio de 1994) es un deportista estadounidense que compite en ciclismo en la modalidad de BMX estilo libre.
Ganó una medalla de plata en el Campeonato Mundial de Ciclismo Urbano de 2021, en la prueba de parque. Adicionalmente, consiguió once medallas en los X Games.

## Palmarés internacional
| Campeonato Mundial | Campeonato Mundial    | Campeonato Mundial | Campeonato Mundial |
| Año                | Lugar                 | Medalla            | Competición        |
| ------------------ | --------------------- | ------------------ | ------------------ |
| 2021               | Montpellier (Francia) | Medalla de plata   | Parque             |

| X Games de Verano | X Games de Verano               | X Games de Verano | X Games de Verano    |
| Año               | Lugar                           | Medalla           | Prueba               |
| ----------------- | ------------------------------- | ----------------- | -------------------- |
| 2013              | Múnich (Alemania)               | Medalla de bronce | Parque               |
| 2014              | Austin (Estados Unidos)         | Medalla de bronce | Parque               |
| 2015              | Austin (Estados Unidos)         | Medalla de oro    | Parque               |
| 2017              | Mineápolis (Estados Unidos)     | Medalla de bronce | Parque               |
| 2019              | Mineápolis (Estados Unidos)     | Medalla de plata  | Mejor truco          |
| 2023              | Chiba (Japón)                   | Medalla de oro    | Parque               |
| 2023              | Chiba (Japón)                   | Medalla de plata  | Mejor truco          |
| 2023              | California (Estados Unidos)     | Medalla de bronce | Parque – Mejor truco |
| 2024              | California (Estados Unidos)     | Medalla de bronce | Parque – Mejor truco |
| 2024              | Chiba (Japón)                   | Medalla de oro    | Parque – Mejor truco |
| 2025              | Salt Lake City (Estados Unidos) | Medalla de bronce | Dirt                 |